# Mezőkövesdi Széchenyi István Katolikus Technikum, Szakképző Iskola és Gimnázium
A Mezőkövesdi Széchenyi István Katolikus Technikum, Szakképző Iskola és Gimnázium Mezőkövesd egyik középiskolája. 

## Története
Mezőkövesden a század eleje óta folyik szervezett keretek között a szakmunkás képzés. A kezdeti lehetőségek igen szűkösek voltak, 1955-ig a gyakorlati képzés főleg mestereknél, az elméleti oktatás bérelt termekben folyt. Ennek ellenére, pl. 1950-ben 35 szakmában 116 tanuló végzett. 1955-től az iskola neve M.Ü.M. 120. sz. Helyiipari Iskolája lett, megváltozott az iskola képzési struktúrája, és ekkor kapta a Mártírok úti épületet 4 teremmel. Az iskola felügyeletét a miskolci 101. Ipari Szakmunkásképző Intézet látta el, 14 szakmában folyt az oktatás 70 fővel.
1979-ben az iskola ismét költözött, ekkor a Mátyás király úti épületbe, de a tanuló létszám emelkedésével ez a hely is kevésnek bizonyult. 1983-ban önálló lett iskolánk, a neve 120. sz. Ipari Szakmunkásképző Iskola. De az osztályok elhelyezésének gondjai egyre csak sokasodtak.
1987-től végre méltó körülmények közé kerültünk. A megye egyik legkorszerűbb középiskolájának számított az átadott új épület, melyben korszerű, modern eszközökkel felszerelt tanműhely, tágas termek, tornaterem, és további fejlesztésre alkalmas könyvtár kapott helyet. Tanuló létszámunk ekkor 500 fő volt.
1987-ben elindult a képzés a Szakmunkások Szakközépiskolája 3 éves levelező tagozatán is. 1990-től az iskolánk neve Széchenyi István Szakmunkásképző és Szakközépiskola lett.
A képzés struktúrája a kor igényeinek és a régió követelményeinek megfelelően folyamatosan változott. A hagyományos szakmunkás képzés mellett meghatározóvá vált a szakközépiskolai nappali tagozatos osztály is, sőt a technikusi képzés, valamint az emelt szintű szakképzés új perspektívákat nyújtó a végzős szakközépiskolai tanulóknak.
Az elmúlt években az iskola csatlakozott a Miskolci Térségi Integrált Szakképző Központhoz, aminek köszönhetően a szakmunkástanulók egy új, modern gépekkel felszerelt tanműhelyben is gyakorolhatnak a miskolci Andrási Gyula Szakközépiskola területén kialakított MITISZK központban. A kereskedelmi oktatásban kísérleti jelleggel elkezdődött a modulrendszerű oktatás.
Az oktatott szakmák közül nagy népszerűségnek örvend az újra elkezdett kőműves képzés, a bolti eladó és a régiek közül a gépi-forgácsoló, mezőgazdasági gépszerelő, asztalos, és a villanyszerelő szak.
A színvonalas képzést segíti az öt, számítógépekkel felszerelt tanterem, hegesztő- és CNC műhely, autószerelő műhely és vizsgaállomás, valamint tanbolt és taniroda.
Az iskola neve jelenleg Széchenyi István Szakképző Iskola. A tanári kar létszáma közel 70 fő teljes állású pedagógus, valamint közel 30 fő óraadó tanár. Jelenleg az iskola tanulólétszáma meghaladja a 900 főt. Az elméleti képzés mellett a gyakorlati oktatás az iskola tanműhelyében, helyi vállalatoknál és vállalkozóknál folyik magas színvonalon.
A Mezőkövesdi kistérség szakképzésének legjelentősebb tényezőjeként az iskola célja a környék fiatalságának biztosítani a lehető legjobb minőségű képzést, legyen az szakközépiskolai, szakmunkás, érettségi utáni, illetve nappali és levelező tagozatos felnőttképzés.

## A 2022/2023-as tanévben induló osztályok
| Ágazat                            | Kód               | Évfolyam          | Kimenet                           |
| Technikumi képzés                 | Technikumi képzés | Technikumi képzés | Technikumi képzés                 |
| --------------------------------- | ----------------- | ----------------- | --------------------------------- |
| Informatika és távközlés          | 0001              | 5                 | Szoftverfejlesztő és -tesztelő    |
| Gépészet                          | 0002              | 5                 | Gépgyártás-technológiai technikus |
| Kereskedelem                      | 0003              | 5                 | Kereskedő és webáruházi technikus |
| Turizmus-vendéglátás              | 0004              | 5                 | Turisztikai technikus             |
| Mezőgazdaság és erdészet          | 0005              | 5                 | Mezőgazdasági gépésztechnikus     |
| Specializált gép- és járműgyártás | 0006              | 5                 | Mechatronikai technikus           |
| Szakképző iskolai képzés          |                   |                   |                                   |
| Specializált gép- és járműgyártás | 0011              | 3                 | Autógyártó                        |
| Kreatív                           | 0012              | 3                 | Divatszabó                        |
| Gépészet                          | 0013              | 3                 | Gépi és CNC forgácsoló            |
| Gépészet                          | 0014              | 3                 | Hegesztő                          |
| Gépészet                          | 0015              | 3                 | Ipari gépész                      |
| Kereskedelem                      | 0016              | 3                 | Kereskedelmi értékesítő           |
| Építőipar                         | 0017              | 3                 | Kőműves                           |
| Mezőgazdaság és erdészet          | 0018              | 3                 | Mezőgazdasági gépész              |
| Elektronika és elektrotechnika    | 0019              | 3                 | Villanyszerelő                    |

## Külső hivatkozások
- Az iskola honlapja. www.szechenyi-mk.hu (Hozzáférés: 2014. november 4.)